# Giulio Costanzi
Giulio Cesare Costanzi (Contigliano, 25 aprile 1875 – Roma, 28 agosto 1965) è stato un generale, ingegnere civile italiano, ufficiale del Genio aeronautico e pioniere dell'astronautica.

## Biografia
Nacque a Contigliano, provincia di Rieti, il 25 aprile 1875. Conseguita la laurea in ingegneria civile presso l'università di Roma, si arruolò nel Regio Esercito come ufficiale di complemento assegnato all'arma di artiglieria.   
In seguito frequentò i corsi della Scuola di applicazione di artiglieria e genio di Torino e nel novembre del 1900 diventò tenente in servizio permanente. Prestò inizialmente servizio presso la specialità artiglieria da fortezza, passando poi a quella da costa e infine da campagna. 
Assegnato presso l'Istituto Geografico Militare conseguì il diploma di specializzazione in geodesia e quello di perfezionamento in geografia all'Istituto di studi superiori di Firenze.  Agli inizi del 1900 partecipò a molte campagne di rilevamento geodetico ed astronomico.

### L'Attività aeronautica
In quel periodo egli seguì le prime esperienze di volo e nel 1910 si dedicò agli studi aeronautici.
Dal 1911 divenne ufficiale nel Battaglione specialisti del Genio aeronautico, dotato di palloni aerostatici, dirigibili e laboratori ideati da Gaetano Arturo Crocco, comprendenti addirittura una galleria del vento. Il suo incarico era di direttore del laboratorio di aerodinamica presso lo stabilimento di costruzioni aeronautiche di Roma, ove rimase fino alla primavera 1915.
All'atto dell'entrata in guerra del Regno d'Italia aveva il grado di capitano d'artiglieria, e dal 5 ottobre 1915 assunse il comando della 4ª Squadriglia da ricognizione, che dal 15 aprile 1916 diventò 44ª Squadriglia.
Promosso maggiore, dal 30 aprile divenne comandante del VII Gruppo, rimanendovi fino all'agosto 1917, insignito di un Encomio Solenne. 
In seguito fu assegnato al Comando Supremo, e promosso tenente colonnello venne inviato a Versailles presso il Consiglio supremo di guerra alleato, in rappresentanza del Comando generale dell'aeronautica. Nell'agosto 1918 rientrò in Italia e fu nominato capo della Direzione sperimentale dell'aviazione.
Nel 1923 divenne colonnello del genio aeronautico e vicedirettore del nuovo corpo, diretto dal generale Alessandro Guidoni.
Nel 1928 si dimise, con il grado di generale della riserva, dalla Regia Aeronautica, divenendo membro del Consiglio di Stato . Dal 1928 al 1943 fu docente di aerodinamica del volo presso la Regia Accademia Aeronautica di Caserta.
Nel 1935 fu elevato al rango di tenente generale e successivamente di Ispettore generale. Infine, dal 1938 all'aprile 1944 fu presidente del Registro aeronautico italiano , l'allora equivalente della Federal Aviation Administration statunitense.
Si spense a Roma il 28 giugno 1965.

### Il primo contributo italiano alla ricerca spaziale
Nel 1914 Costanzi pubblica sul periodico AER un articolo sulla navigazione spaziale e propone la propulsione nucleare per i razzi. L'articolo è considerato come il primo contributo italiano allo studio del volo spaziale. In esso Costanzi anticipa, in modo straordinario, alcune caratteristiche e problematiche delle missioni spaziali e arriva addirittura a proporre l'uso di energia nucleare per spingere le astronavi.
È tempo, si chiede, di considerare di abbandonare la Terra per fondare nuove colonie nello spazio, dopo aver raggiunto l'obiettivo di volare nell'aria? E, ancora, che tipo di macchine si dimostreranno in grado di lasciare l'atmosfera per spingersi nello spazio, dove non c'è aria a sostenerle?
Passa quindi ad esaminare il movimento nello spazio basato sul principio di azione e reazione, a formulare un'ipotesi di viaggio Terra-Luna e ad ipotizzare che l'energia necessaria per sfuggire alla forza di gravità è così grande da necessitare di una fonte adeguata, che identifica nel radio.
Nel testo Costanzi si spinge anche a considerare rischi e sensazioni che un eventuale viaggiatore spaziale si troverebbe ad affrontare: cita così il calore, le radiazioni, la forte accelerazione e la successiva assenza di peso che darebbe all'astronauta l'impressione di cadere insieme al suo veicolo.
Costanzi conclude l'articolo affermando che «le difficoltà che ci impediscono di realizzare quest'ultimo sogno non sono al di là della ragione umana, ma dipendono solo dalla possibilità di realizzare in pratica i mezzi necessari».

## Pubblicazioni
- To Escape from the Planet, AER 5, 1914.

### Fonti
1. 1 2 3 4 5 6 7 8 9  Mancini 1936, p. 196.
2. ↑   Umberto D'Aquino, COSTANZI, Giulio Cesare, in Dizionario biografico degli italiani, vol. 30, Roma, Istituto dell'Enciclopedia Italiana, 1984.
3. ↑  Treccani
4. ↑  Dizionario biografico degli italiani
5. ↑  Gazzetta Ufficiale del Regno d'Italia n.276 del 27 novembre 1930, pag.5091.
6. ↑  Gazzetta Ufficiale del Regno d'Italia n.8 del 13 aprile 1937, pag.1348.